# Châtel-en-Trièves
Châtel-en-Trièves község Franciaország Auvergne-Rhône-Alpes régiójában, Isère megyében. Új községként 2017. január 1-jén jött létre Cordéac és Saint-Sébastien község egyesítésével. A korábbi községek egyesülésekor az új község lélekszáma 484 fő lett. Lakosainak száma 491 fő (2022. január 1.).

## Népesség
| Lakosok száma | 459  | 449  | 463  | 477  | 491  | 491  | 491  |
|               | 2015 | 2017 | 2018 | 2019 | 2020 | 2021 | 2022 |